# Borăscu
Borăscu – wieś w Rumunii, w okręgu Gorj, w gminie Borăscu. W 2011 roku liczyła 936 mieszkańców.